# Singapore op de Olympische Zomerspelen 2024
Singapore nam deel aan de Olympische Zomerspelen 2024 in Parijs, Frankrijk.

## Medailleoverzicht
| Medaille | Naam              | Sport  | Onderdeel        | Datum      |
| -------- | ----------------- | ------ | ---------------- | ---------- |
| Brons    | Maximilian Maeder | Zeilen | Formula Kite (m) | 9 augustus |

## Aantal deelnemers
Hieronder volgt een overzicht van de atleten die zich reeds gekwalificeerd hebben voor de Olympische Zomerspelen van 2024.
| Sport        | Mannen | Vrouwen | Totaal |
| ------------ | ------ | ------- | ------ |
| Atletiek     | 1      | 1       | 2      |
| Badminton    | 2      | 2       | 4      |
| Kanovaren    | 0      | 1       | 1      |
| Paardensport | 0      | 1       | 1      |
| Roeien       | 0      | 1       | 1      |
| Schermen     | 0      | 2       | 2      |
| Schietsport  | 0      | 1       | 1      |
| Tafeltennis  | 1      | 2       | 3      |
| Zeilen       | 2      | 0       | 2      |
| Zwemmen      | 1      | 4       | 5      |
| Totaal       | 7      | 16      | 23     |

## Deelnemers en resultaten

### Atletiek

#### Loopnummers
Mannen
| Atleet           | Onderdeel | Voorronde | Voorronde | Series | Series | Herkansingen | Herkansingen | Halve finale   | Halve finale   | Finale         | Finale         |
| Atleet           | Onderdeel | Tijd      | Rang      | Tijd   | Rang   | Tijd         | Rang         | Tijd           | Rang           | Tijd           | Rang           |
| ---------------- | --------- | --------- | --------- | ------ | ------ | ------------ | ------------ | -------------- | -------------- | -------------- | -------------- |
| Marc Brian Louis | 100 m     | 10,43     | 3 q       | DNS    | DNS    | n.v.t.       | n.v.t.       | Niet geplaatst | Niet geplaatst | Niet geplaatst | Niet geplaatst |

Vrouwen
| atlete         | onderdeel | voorronde | voorronde | series | series | herkansingen | herkansingen | halve finale   | halve finale   | finale         | finale         |
| atlete         | onderdeel | tijd      | rang      | tijd   | rang   | tijd         | rang         | tijd           | rang           | tijd           | rang           |
| -------------- | --------- | --------- | --------- | ------ | ------ | ------------ | ------------ | -------------- | -------------- | -------------- | -------------- |
| Shanti Pereira | 100 m     | bye       | bye       | 11,63  | 7      | n.v.t.       | n.v.t.       | niet geplaatst | niet geplaatst | niet geplaatst | niet geplaatst |
| Shanti Pereira | 200 m     | n.v.t.    | n.v.t.    | 23,21  | 8 H    | 23,45        | 7            | niet geplaatst | niet geplaatst | niet geplaatst | niet geplaatst |

### Badminton
Mannen
| atleet       | onderdeel | groepsfase           | groepsfase             | groepsfase           | groepsfase | eliminatie           | kwartfinale           | halve finale         | finale / BM          | finale / BM    |
| atleet       | onderdeel | tegenstander uitslag | tegenstander uitslag   | tegenstander uitslag | rang       | tegenstander uitslag | tegenstander uitslag  | tegenstander uitslag | tegenstander uitslag | rang           |
| ------------ | --------- | -------------------- | ---------------------- | -------------------- | ---------- | -------------------- | --------------------- | -------------------- | -------------------- | -------------- |
| Loh Kean Yew | enkelspel | Louda W 21-13, 21-10 | Canjura W 21-13, 21-16 | n.v.t.               | 1 Q        | Li S W 23-21, 23-15  | Axelsen V 9-21, 17-21 | niet geplaatst       | niet geplaatst       | niet geplaatst |

Vrouwen
| atleet      | onderdeel | groepsfase                  | groepsfase           | groepsfase           | groepsfase | eliminatie                  | kwartfinale          | halve finale         | finale / BM          | finale / BM    |
| atleet      | onderdeel | tegenstander uitslag        | tegenstander uitslag | tegenstander uitslag | rang       | tegenstander uitslag        | tegenstander uitslag | tegenstander uitslag | tegenstander uitslag | rang           |
| ----------- | --------- | --------------------------- | -------------------- | -------------------- | ---------- | --------------------------- | -------------------- | -------------------- | -------------------- | -------------- |
| Yeo Jia Min | enkelspel | EOR Yavarivafa W 21-7, 21-8 | Ludik W 21-12, 21-6  | n.v.t.               | 1 Q        | Ohori V 21-11, 14-21, 22-24 | niet geplaatst       | niet geplaatst       | niet geplaatst       | niet geplaatst |

Gemengd
| atleet                | onderdeel  | groepsfase                        | groepsfase                      | groepsfase                | groepsfase | kwartfinale          | halve finale         | finale / BM          | finale / BM    |
| atleet                | onderdeel  | tegenstander uitslag              | tegenstander uitslag            | tegenstander uitslag      | rang       | tegenstander uitslag | tegenstander uitslag | tegenstander uitslag | rang           |
| --------------------- | ---------- | --------------------------------- | ------------------------------- | ------------------------- | ---------- | -------------------- | -------------------- | -------------------- | -------------- |
| Terry Hee Jessica Tan | dubbelspel | Chen T J - Toh E W V 21-23, 12-21 | Feng Y - Huang D V 13-21, 17-21 | Chiu - Gai W 21-17, 21-12 | 3          | niet geplaatst       | niet geplaatst       | niet geplaatst       | niet geplaatst |

### Golf
| atleet         | onderdeel | eerste ronde | tweede ronde | derde ronde | vierde ronde | totaal | totaal | totaal |
| atleet         | onderdeel | score        | score        | score       | score        | score  | par    | rang   |
| -------------- | --------- | ------------ | ------------ | ----------- | ------------ | ------ | ------ | ------ |
| Céline Boutier | vrouwen   | 78           | 70           | 73          |              |        |        |        |

### Kanovaren

#### Sprint
Vrouwen
| atleet         | onderdeel | series  | series | kwartfinale | kwartfinale | halve finale   | halve finale   | finale         | finale         |
| atleet         | onderdeel | tijd    | rang   | tijd        | rang        | tijd           | rang           | tijd           | rang           |
| -------------- | --------- | ------- | ------ | ----------- | ----------- | -------------- | -------------- | -------------- | -------------- |
| Stephenie Chen | K-1 500 m | 1.58,52 | 5 KF   | 1.53,88     | 5           | niet geplaatst | niet geplaatst | niet geplaatst | niet geplaatst |

### Paardensport

#### Dressuur
| ruiter        | paard   | onderdeel   | Grand Prix | Grand Prix | Grand Prix Special | Grand Prix Special | Grand Prix Freestyle | Grand Prix Freestyle | totaal         | totaal         |
| ruiter        | paard   | onderdeel   | score      | rang       | score              | rang               | technisch            | artistiek            | uitslag        | rang           |
| ------------- | ------- | ----------- | ---------- | ---------- | ------------------ | ------------------ | -------------------- | -------------------- | -------------- | -------------- |
| Caroline Chew | Zatchmo | individueel | 63,351     | 56         |                    |                    | niet geplaatst       | niet geplaatst       | niet geplaatst | niet geplaatst |

### Roeien
Vrouwen
| atleet          | onderdeel | series  | series | herkansingen | herkansingen | kwartfinale    | kwartfinale    | halve finale | halve finale | finale  | finale |
| atleet          | onderdeel | tijd    | rang   | tijd         | rang         | tijd           | rang           | tijd         | rang         | tijd    | rang   |
| --------------- | --------- | ------- | ------ | ------------ | ------------ | -------------- | -------------- | ------------ | ------------ | ------- | ------ |
| Saiyidah Aisyah | skiff     | 8.17,04 | 5 H    | 8.23,03      | 4 HE/F       | niet geplaatst | niet geplaatst | 8.47,41      | 2 FE         | 8.03,29 | 29     |

Legenda: FA=finale A (medailles); FB=finale B (geen medailles); FC=finale C (geen medailles); FD=finale D (geen medailles); FE=finale E (geen medailles); FF=finale F (geen medailles); HA/B=halve finale A/B; HC/D=halve finale C/D; HE/F=halve finale E/F; KF=kwartfinale; H=herkansing

### Schermen
Vrouwen
| atleet         | onderdeel | eerste ronde         | tweede ronde         | derde ronde          | kwartfinale          | halve finale         | finale / BM          | finale / BM    |
| atleet         | onderdeel | tegenstander uitslag | tegenstander uitslag | tegenstander uitslag | tegenstander uitslag | tegenstander uitslag | tegenstander uitslag | rang           |
| -------------- | --------- | -------------------- | -------------------- | -------------------- | -------------------- | -------------------- | -------------------- | -------------- |
| Kiria Tikanah  | degen     | Doig W 15 - 14       | Santuccio V 10 - 15  | niet geplaatst       | niet geplaatst       | niet geplaatst       | niet geplaatst       | niet geplaatst |
| Amita Berthier | floret    | bye                  | Scruggs V 13 - 15    | niet geplaatst       | niet geplaatst       | niet geplaatst       | niet geplaatst       | niet geplaatst |

### Tafeltennis
Mannen
| atleet     | onderdeel | voorronde            | eerste ronde         | tweede ronde         | derde ronde          | kwartfinale          | halve finale         | finale / BM          | finale / BM    |
| atleet     | onderdeel | tegenstander uitslag | tegenstander uitslag | tegenstander uitslag | tegenstander uitslag | tegenstander uitslag | tegenstander uitslag | tegenstander uitslag | rang           |
| ---------- | --------- | -------------------- | -------------------- | -------------------- | -------------------- | -------------------- | -------------------- | -------------------- | -------------- |
| Izaac Quek | enkelspel | bye                  | Jorgić V 2 - 4       | niet geplaatst       | niet geplaatst       | niet geplaatst       | niet geplaatst       | niet geplaatst       | niet geplaatst |

Vrouwen
| atleet      | onderdeel | voorronde            | eerste ronde         | tweede ronde         | derde ronde          | kwartfinale          | halve finale         | finale / BM          | finale / BM    |
| atleet      | onderdeel | tegenstander uitslag | tegenstander uitslag | tegenstander uitslag | tegenstander uitslag | tegenstander uitslag | tegenstander uitslag | tegenstander uitslag | rang           |
| ----------- | --------- | -------------------- | -------------------- | -------------------- | -------------------- | -------------------- | -------------------- | -------------------- | -------------- |
| Zeng Jian   | enkelspel | bye                  | Malobabić W 4 - 3    | Akula V 2 - 4        | niet geplaatst       | niet geplaatst       | niet geplaatst       | niet geplaatst       | niet geplaatst |
| Zhou Jingyi | enkelspel | bye                  | Szőcs V 1 - 4        | niet geplaatst       | niet geplaatst       | niet geplaatst       | niet geplaatst       | niet geplaatst       | niet geplaatst |

### Zeilen
Mannen
| Zeilster(s)       | Onderdeel    | Voorrondes | Voorrondes | Voorrondes | Voorrondes | Voorrondes | Voorrondes | Voorrondes | Voorrondes | Voorrondes | Voorrondes | Voorrondes | Voorrondes | Kwartfinale | Halve finale(s) | Halve finale(s) | Halve finale(s) | Halve finale(s) | Halve finale(s) | Halve finale(s) | Finales(s) | Finales(s) | Finales(s) | Finales(s) | Finales(s) | Finales(s) | Plaats |
| Zeilster(s)       | Onderdeel    | 1          | 2          | 3          | 4          | 5          | 6          | 7          | 8          | 9          | 10         | 11         | 12         | Kwartfinale | 1               | 2               | 3               | 4               | 5               | 6               | 1          | 2          | 3          | 4          | 5          | 6          | Plaats |
| ----------------- | ------------ | ---------- | ---------- | ---------- | ---------- | ---------- | ---------- | ---------- | ---------- | ---------- | ---------- | ---------- | ---------- | ----------- | --------------- | --------------- | --------------- | --------------- | --------------- | --------------- | ---------- | ---------- | ---------- | ---------- | ---------- | ---------- | ------ |
| Maximilian Maeder | Formula Kite |            |            |            |            |            |            |            |            |            |            |            |            | n.v.t.      |                 |                 |                 |                 |                 |                 |            |            |            |            |            |            |        |

| Zeiler(s) | Onderdeel | Race | Race | Race | Race | Race | Race | Race | Race | Race | Race | Race   | Race   | Race   | Race   | Race   | Race | Punten | Plaats |
| Zeiler(s) | Onderdeel | 1    | 2    | 3    | 4    | 5    | 6    | 7    | 8    | 9    | 10   | 11     | 12     | 13     | 14     | 15     | M*   | Punten | Plaats |
| --------- | --------- | ---- | ---- | ---- | ---- | ---- | ---- | ---- | ---- | ---- | ---- | ------ | ------ | ------ | ------ | ------ | ---- | ------ | ------ |
| Ryan Lo   | Laser     |      |      |      |      |      |      |      |      |      |      | n.v.t. | n.v.t. | n.v.t. | n.v.t. | n.v.t. |      |        |        |

### Zwemmen
Mannen
| Atleet       | onderdeel        | series | series | halve finale   | halve finale   | finale         | finale         |
| Atleet       | onderdeel        | tijd   | rang   | rijd           | rang           | rijd           | rang           |
| ------------ | ---------------- | ------ | ------ | -------------- | -------------- | -------------- | -------------- |
| Jonathan Tan | 50 m vrije slag  | 22,26  | 32     | niet geplaatst | niet geplaatst | niet geplaatst | niet geplaatst |
| Jonathan Tan | 100 m vrije slag | 49,60  | 38     | niet geplaatst | niet geplaatst | niet geplaatst | niet geplaatst |

Vrouwen
| atleet                                               | onderdeel          | series      | series | halve finale   | halve finale   | finale         | finale         |
| atleet                                               | onderdeel          | tijd        | rang   | tijd           | rang           | tijd           | rang           |
| ---------------------------------------------------- | ------------------ | ----------- | ------ | -------------- | -------------- | -------------- | -------------- |
| Gan Ching Hwee                                       | 800 m vrije slag   | 8.32,37 NR  | 11     | n.v.t.         | n.v.t.         | niet geplaatst | niet geplaatst |
| Gan Ching Hwee                                       | 1500 m vrije slag  | 16.10,13 NR | 9      | n.v.t.         | n.v.t.         | niet geplaatst | niet geplaatst |
| Letitia Sim                                          | 100 m schoolslag   | 1.07,75     | 25     | niet geplaatst | niet geplaatst | niet geplaatst | niet geplaatst |
| Letitia Sim                                          | 200 m schoolslag   | 2.29,46     | 22     | niet geplaatst | niet geplaatst | niet geplaatst | niet geplaatst |
| Gan Ching Hwee Quah Jing Wen Letitia Sim Levenia Sim | 4x100 m vrije slag | 4.05,58     | 14     | n.v.t.         | n.v.t.         | niet geplaatst | niet geplaatst |